# 丸島和洋
丸島 和洋（まるしま かずひろ、1977年 - ）は、日本の歴史学者。専門は戦国大名論。東京都市大学共通教育部人文・社会科学教育部門教授、早稲田大学エクステンションセンター講師、武蔵野大学生涯学習講座講師、戦国史研究会事務局長。

## 来歴
1977年大阪府生まれ。1996年慶應義塾高等学校卒業。2000年慶應義塾大学文学部史学科日本史学専攻卒業。2005年慶應義塾大学大学院文学研究科後期博士課程史学専攻日本史学分野単位取得退学。2008年「戦国期武田氏権力の研究 取次論の視座から」で博士（史学）の学位を取得。
2009年から2011年まで慶應義塾大学文学部古文書室研究員、2012年より2013年まで慶應義塾大学文学部非常勤講師、2013年より2016年まで国文学研究資料館研究部特任助教、2016年から2017年まで同特定研究員、2016年より2018年まで慶應義塾大学文学部非常勤講師、2017年より2019年まで立教大学文学部兼任講師、2018年より国士舘大学文学部非常勤講師および日本女子大学文学部非常勤講師（2019年まで）、2019年より東京都市大学共通教育部人文・社会科学教育部門准教授。2024年より教授。

## 人物
- 専門は戦国大名論で、甲斐武田氏を主な素材として大名間の外交担当者である取次に注目した戦国大名論を展開しているほか、国衆論、領域支配論なども研究も行っている。また、高野山供養帳の史料紹介も精力的に行っている。
- 2016年のNHK・大河ドラマ『真田丸』では、黒田基樹、平山優と共に時代考証を担当。真田丸は毎回ネットSNS上で反響が大きく、毎週放送終了後に自身のtwitterアカウントで物語の補足説明・解説を行った。これは、ドラマの中に従来とは異なる新しい見解をかなり入れているため、創作ではなく最近の研究成果を踏まえていることを、著書以外の方法で伝えたかったからとしている[2]。
- ドラマ評論家の木俣冬は真田丸に対し歴史ファンの満足感が高かったことの要因として、丸島が毎放送後にスピード感のある解説をtwitterで行っていたことを指摘した[3]。
- かつて公式Twitterもあったが本業とかけ離れた状況になったこともあり、大河ドラマ放送終了にあわせて閉鎖された[4]。

## 著書
- 『戦国大名武田氏の権力構造』思文閣出版 2011
- 『戦国大名の「外交」』講談社（選書メチエ）2013／講談社学術文庫 2025
- 『郡内小山田氏 武田二十四将の系譜』戎光祥出版（中世武士選書）2013
- 『図説 真田一族』戎光祥出版 2015
- 『真田四代と信繁』平凡社新書 2015
- 『真田一族と家臣団のすべて』新人物文庫 2016
- 『戦国大名武田氏の家臣団―信玄・勝頼を支えた家臣たち』教育評論社 2016
- 『真田信繁の書状を読む』星海社新書 2016
- 『武田勝頼　試される戦国大名の「器量」』平凡社（中世から近世へ）2017
- 『東日本の動乱と戦国大名の発展』吉川弘文館（列島の戦国史⑤）2021 ISBN　9784642068529

### 共編
- 『戦国遺文 武田氏編 第6巻』柴辻俊六,黒田基樹共編 東京堂出版 2006
- 『戦国大名武田氏の権力と支配』平山優共編 岩田書院 2008
- 『論集戦国大名と国衆 5 甲斐小山田氏』編 岩田書院 2011
- 『論集戦国大名と国衆 13 信濃真田氏』編 岩田書院 2014
- 『論集戦国大名と国衆 14 真田氏一門と家臣』編 岩田書院 2014
- 『武田氏家臣団人名辞典』』柴辻俊六,平山優,黒田基樹共編 東京堂出版 2015
- 『論集戦国大名と国衆 21 真田信之・信繁』黒田基樹共編 岩田書院 2018
- 『戦国遺文　真田氏編 第1巻』	黒田基樹・平山優・山中さゆり・米澤愛共編 2018
- 『戦国遺文　真田氏編 第2巻』	黒田基樹・平山優・山中さゆり・米澤愛共編 2019
- 『戦国遺文　真田氏編 第3巻』	黒田基樹・平山優・山中さゆり・米澤愛共編 2020

## 参考
- 『郡内小山田氏 武田二十四将の系譜』戎光祥出版 中世武士選書 2013 ISBN 978-4-86403-095-3
- J-GLOBAL